# Jean Baptiste Gaspard Roux de Rochelle
Jean Baptiste Gaspard Roux de Rochelle (26 de Março de 1762 - Março de 1849) foi um geógrafo, escritor, poeta e embaixador francês nos Estados Unidos da América.

## Embaixador
Nascido em Lons-le-Saunier, Roux de Rochelle foi chefe de divisão no Ministério dos Negócios Estrangeiros, depois foi nomeado Ministro Plenipotenciário da França em Hamburgo de 1826 a 1830, e depois nos Estados Unidos em Washington, DC de 1830 a 1831.

## Geógrafo
Foi membro de várias sociedades eruditas e literárias, incluindo a Société de Géographie (Sociedade de Geografia de Paris) (da qual foi pela terceira vez presidente da Comissão Central) e da Société philotechniqne.

## Escritor
Ele escreveu várias obras geográficas e históricas.
- Les Trois âges, ou les Jeux olympiques, l'Amphithéâtre et la Chevalerie,[2] poemas em cantos VI, com notas. Paris, F. Didot, 1816.
- Recueil de voyages et de mémoires incluindo Voyages de Marco Polo,[3] Paris, 1824
- La Byzanciade,[4] poema (épico, em cantos do XIV). Paris, F. Didot et fils, 1822.
- Lettres des États-Unis, 1835
- Les États-Unis, (Histoire de ces États) . Paris, F. Didot fr., 1836.
- Histoire du Régiment de Champagne,[5] F. Didot, Paris, 1839
- Épopée de Fernan Cortes
- Villes Anséatiques,[6] Firmin Didot, Paris, 1844
- Histoire d'Italie,[7] F. Didot, Paris, 1847